# Lingua mawayana
Il mawayana è una lingua arawak moribonda, propria del gruppo etnico Mawayana che risiede sparso tra il Suriname e la Guyana.

## Classificazione
Aikhenvald raggruppa il mawayana assieme al wapishana nel gruppo Rio Branco del ramo settentrionale (North Arawak) delle lingue arawak.

## Fonologia
Il mawayana possiede, tra le sue consonanti, due consonanti implosive /ɓ/ e /ɗ/ e quello che è stato descritto come un "rotico fricativizzato retroflesso" e rappresentato con ⟨rž⟩. Il sistema vocalico comprende quattro vocali (i/e, a, ɨ, u/o), ognuna delle quali ha una controparte nasalizzata.

## Morfosintassi
Il mawayana presenta una morfologia polisintetica, prevalentemente con marca sulla testa e suffissi, benché non manchino prefissi pronominali. Gli argomenti verbali sono indicizzati sul verbo tramite suffissi per il soggetto nei verbi intransitivi e l'oggetto nei verbi transitivi, con prefissi per l'agente nei verbi transitivi.
n-kataba-sï
1a-prendere.past-3o
"L'ho preso."
tõwã-sï
dormire.past-3s
"Si è addormentato."
| nnu                                                       | a-na      | mauɗa  | chika-dza | Mawayana |
| 1pn                                                       | quando-1s | morire | neg-compl | mawayana |
| "Quando morirò io non ci saranno più Mawayana del tutto." |           |        |           |          |